# Кирхнер, Теодор
Теодор Кирхнер (нем. Theodor Fürchtegott Kirchner; 10 декабря 1823, Нойкирхен — 18 сентября 1903, Гамбург) — немецкий композитор и органист.
Учился в Лейпциге у Карла Фердинанда Беккера и Юлиуса Кнорра. В 1843 г. по рекомендации Мендельсона получил место органиста в швейцарском Винтертуре — много, однако, гастролируя по Германии.
В 1862—1870 годах работал в Цюрихе, в 1873—1876 годах возглавлял консерваторию в Вюрцбурге, затем жил в Лейпциге и Гамбурге.
Известен преимущественно как сочинитель романсов, квартетов для струнных инструментов и пьес для фортепиано (свыше 1000, преимущественно миниатюры, близкие по стилистике музыке Р. Шумана), произведения для органа.